# ديفيد ريتشاردسون (متزلج فني)
ديفيد ريتشاردسون (بالإنجليزية: David Richardson)‏ هو متزلج فني بريطاني، ولد في 18 أغسطس 1987 في نيوكاسل أبون تاين في المملكة المتحدة.

## وصلات خارجية
- دايفيد ريتشاردسون على موقع الاتحاد الدولي للتزلج (الإنجليزية)